# Carex aztecica
Carex aztecica är en halvgräsart som beskrevs av Kenneth Kent Mackenzie. Carex aztecica ingår i släktet starrar, och familjen halvgräs. Inga underarter finns listade i Catalogue of Life.